# 越南共和國外交部長
越南共和國外交部長是前越南共和國（南越）外交部的首長，負責處理外交事務。

## 歷任部長
以下是南越從1949年直至1975年西貢淪陷的外交部長列表：
| 代                       | 姓名（中文） 姓名（越南文） （生卒） | 肖像                 | 任期                          |
| 越南國（1949－1955）     | 越南國（1949－1955）                 | 越南國（1949－1955） | 越南國（1949－1955）          |
| ------------------------ | ------------------------------------ | -------------------- | ----------------------------- |
| 1                        | 阮攀龍 （1889－1960）                |                      | 1949年7月1日－1950年4月       |
| 2                        | 陳文友 （1895－1984）                |                      | 1950年5月6日－1952年6月3日    |
| 3                        | 阮忠榮                               |                      | 1952年3月8日－1952年6月3日    |
| 4                        | 張永宋 （1884－1974）                |                      | 1952年6月25日－1954年1月9日   |
| 5                        | 阮國定                               |                      | 1954年1月16日－1954年7月1日   |
| 6                        | 陳文杜 （1903－1990）                |                      | 1954年7月6日－1955年10月20日  |
| 越南共和國（1955－1975） |                                      |                      |                               |
| 7                        | 武文牡 （1914－1998）                |                      | 1955年10月29日－1963年8月21日 |
| —                        | 張公裘 （1917－2022） 代理           |                      | 1963年8月23日－1963年11月2日  |
| 8                        | 范登林 （1918－1975）                |                      | 1963年11月4日－1964年1月30日  |
| 9                        | 潘輝括 （1909－1979）                |                      | 1964年2月－1964年11月         |
| （8）                    | 范登林 （1918－1975）                |                      | 1964年11月－1965年2月         |
| （6）                    | 陳文杜 （1903－1990）                |                      | 1965年2月16日－1968年5月20日  |
| 10                       | 陳正誠 （1917－1975）                |                      | 1968年5月27日－1969年7月4日   |
| 11                       | 陳文林 （1913－2001）                |                      | 1969年9月1日－1973年7月11日   |
| —                        | 阮富德 （1924－2017） 代理           |                      | 1973年7月12日－1973年7月19日  |
| 12                       | 王文北 （1927－2011）                |                      | 1973年7月24日－1975年4月25日  |